# Bermuda Football Association
Die Bermuda Football Association ist der im Jahr 1928 gegründete nationale Fußballverband von Bermuda. Der Verband organisiert die Spiele der Fußballnationalmannschaft und ist seit 1967 Mitglied im Kontinentalverband CONCACAF sowie seit 1962 Mitglied im Weltverband FIFA. Zudem richtet der Verband die höchste nationale Spielklasse Premier Division aus.

## Erfolge
- Fußball-Weltmeisterschaft

Teilnahmen: Keine
- CONCACAF Gold Cup

Teilnahmen: Keine